# آری (ایندیانا)
آری (به انگلیسی: Ari) یک منطقهٔ مسکونی در ایالات متحده آمریکا است که در شهرستان آلن، ایندیانا واقع شده‌است. آری ۲۶۷ متر بالاتر از سطح دریا واقع شده‌است.